# Coppa del mondo di mountain bike 2010
La Coppa del mondo di mountain bike 2010 organizzata dall'Unione Ciclistica Internazionale (UCI), si è disputata su tre discipline: cross country, downhill e four-cross (6 tappe ciascuno).
Nel mese di aprile, l'UCI ha comunicato la sostituzione della tappa di downhill e four-cross di Schladming (Austria) con Leogang.

## Cross country

### Uomini

#### Elite
Risultati
| Data      | Luogo        | Vincitore            | Secondo          | Terzo            | Leader della Cl. mondiale |
| --------- | ------------ | -------------------- | ---------------- | ---------------- | ------------------------- |
| 25 aprile | Dalby Forest | Nino Schurter        | Julien Absalon   | Burry Stander    | Nino Schurter             |
| 2 maggio  | Houffalize   | José Antonio Hermida | Manuel Fumic     | Wolfram Kurschat | José Antonio Hermida      |
| 23 maggio | Offenburg    | Julien Absalon       | Nino Schurter    | Jaroslav Kulhavý | Julien Absalon            |
| 25 luglio | Champéry     | Florian Vogel        | Jaroslav Kulhavý | Nino Schurter    | Julien Absalon            |
| 31 luglio | Val di Sole  | Nino Schurter        | Julien Absalon   | Florian Vogel    | Nino Schurter             |
| 29 agosto | Windham      | Jaroslav Kulhavý     | Nino Schurter    | Florian Vogel    | Nino Schurter             |

Classifica generale
| Pos. | Corridore            | Punti |
| ---- | -------------------- | ----- |
| 1    | Nino Schurter        | 1136  |
| 2    | Julien Absalon       | 1040  |
| 3    | Jaroslav Kulhavý     | 1040  |
| 4    | Florian Vogel        | 795   |
| 5    | José Antonio Hermida | 795   |

#### Juniors
Risultati
| Data      | Luogo        | Vincitore               | Secondo            | Terzo           |
| --------- | ------------ | ----------------------- | ------------------ | --------------- |
| 25 aprile | Dalby Forest | Michiel van der Heijden | Jens Schuermans    | Steven James    |
| 2 maggio  | Houffalize   | Michiel van der Heijden | Jordan Sarrou      | Jens Schuermans |
| 23 maggio | Offenburg    | Michiel van der Heijden | Roger Walder       | Julien Trarieux |
| 25 luglio | Champéry     | Julian Schelb           | Jeff Luyten        | Julien Trarieux |
| 31 luglio | Val di Sole  | Jens Schuermans         | Maximilian Vieider | Jeff Luyten     |
| 29 agosto | Windham      | Jonas Pedersen          | Seth Kemp          | Brad Hudson     |

### Donne

#### Elite
Risultati
| Data      | Luogo        | Vincitrice          | Seconda              | Terza            | Leader della Cl. mondiale |
| --------- | ------------ | ------------------- | -------------------- | ---------------- | ------------------------- |
| 25 aprile | Dalby Forest | Irina Kalent'eva    | Willow Koerber       | Katerina Nash    | Irina Kalent'eva          |
| 2 maggio  | Houffalize   | Eva Lechner         | Willow Koerber       | Elisabeth Osl    | Willow Koerber            |
| 23 maggio | Offenburg    | Catharine Pendrel   | Georgia Gould        | Esther Süss      | Catharine Pendrel         |
| 25 luglio | Champéry     | Nathalie Schneitter | Eva Lechner          | Willow Koerber   | Eva Lechner               |
| 31 luglio | Val di Sole  | Maja Włoszczowska   | Catharine Pendrel    | Irina Kalent'eva | Catharine Pendrel         |
| 29 agosto | Windham      | Catharine Pendrel   | Marie-Hélène Prémont | Georgia Gould    | Catharine Pendrel         |

Classifica generale
| Pos. | Corridore         | Punti |
| ---- | ----------------- | ----- |
| 1    | Catharine Pendrel | 1044  |
| 2    | Willow Koerber    | 865   |
| 3    | Eva Lechner       | 810   |
| 4    | Georgia Gould     | 798   |
| 5    | Esther Süss       | 744   |

#### Juniors
Risultati
| Data      | Luogo        | Vincitrice             | Seconda                | Terza               |
| --------- | ------------ | ---------------------- | ---------------------- | ------------------- |
| 25 aprile | Dalby Forest | Lisa Mitterbauer       | Julie Berteaux         | Laura Munizaga      |
| 2 maggio  | Houffalize   | Johanna Techt          | Pauline Ferrand-Prévot | Helen Grobert       |
| 23 maggio | Offenburg    | Pauline Ferrand-Prévot | Johanna Techt          | Helen Grobert       |
| 25 luglio | Champéry     | Jolanda Neff           | Helen Grobert          | Vania Schumacher    |
| 31 luglio | Val di Sole  | Jolanda Neff           | Yana Belomoyna         | Karolina Kalasova   |
| 29 agosto | Windham      | Yue Bai                | Aliciarose Pastore     | Florencia Espineira |

## Downhill

### Uomini
Risultati
| Data      | Luogo        | Vincitore     | Secondo      | Terzo              | Leader della Cl. mondiale |
| --------- | ------------ | ------------- | ------------ | ------------------ | ------------------------- |
| 16 maggio | Maribor      | Greg Minnaar  | Gee Atherton | Brendan Fairclough | Greg Minnaar              |
| 6 giugno  | Fort William | Gee Atherton  | Cameron Cole | Greg Minnaar       | Greg Minnaar              |
| 20 giugno | Leogang      | Greg Minnaar  | Gee Atherton | Aaron Gwin         | Greg Minnaar              |
| 24 luglio | Champéry     | Gee Atherton  | Greg Minnaar | Brendan Fairclough | Gee Atherton              |
| 1º agosto | Val di Sole  | Marc Beaumont | Greg Minnaar | Gee Atherton       | Gee Atherton              |
| 29 agosto | Windham      | Gee Atherton  | Greg Minnaar | Samuel Blenkinsop  | Gee Atherton              |

Classifica generale
| Pos. | Corridore         | Punti |
| ---- | ----------------- | ----- |
| 1    | Gee Atherton      | 1229  |
| 2    | Greg Minnaar      | 1185  |
| 3    | Samuel Blenkinsop | 864   |
| 4    | Aaron Gwin        | 757   |
| 5    | Marc Beaumont     | 633   |

### Donne
Risultati
| Data      | Luogo        | Vincitrice      | Seconda         | Terza          | Leader della Cl. mondiale |
| --------- | ------------ | --------------- | --------------- | -------------- | ------------------------- |
| 16 maggio | Maribor      | Rachel Atherton | Sabrina Jonnier | Floriane Pugin | Rachel Atherton           |
| 6 giugno  | Fort William | Sabrina Jonnier | Rachel Atherton | Floriane Pugin | Sabrina Jonnier           |
| 20 giugno | Leogang      | Sabrina Jonnier | Emmeline Ragot  | Floriane Pugin | Sabrina Jonnier           |
| 24 luglio | Champéry     | Emmeline Ragot  | Sabrina Jonnier | Myriam Nicole  | Sabrina Jonnier           |
| 1º agosto | Val di Sole  | Emmeline Ragot  | Sabrina Jonnier | Tracy Moseley  | Sabrina Jonnier           |
| 29 agosto | Windham      | Rachel Atherton | Tracy Moseley   | Emmeline Ragot | Sabrina Jonnier           |

Classifica generale
| Pos. | Corridore       | Punti |
| ---- | --------------- | ----- |
| 1    | Sabrina Jonnier | 1130  |
| 2    | Emmeline Ragot  | 1045  |
| 3    | Tracy Moseley   | 909   |
| 4    | Floriane Pugin  | 906   |
| 5    | Myriam Nicole   | 810   |

## Four-cross

### Uomini
Risultati
| Data      | Luogo        | Vincitore          | Secondo       | Terzo         | Leader della Cl. mondiale |
| --------- | ------------ | ------------------ | ------------- | ------------- | ------------------------- |
| 1º maggio | Houffalize   | Jared Graves       | Tomáš Slavík  | Michal Prokop | Jared Graves              |
| 15 maggio | Maribor      | Michal Maroši      | Jared Graves  | Joost Wichman | Jared Graves              |
| 5 giugno  | Fort William | Jared Graves       | Joost Wichman | Michal Prokop | Jared Graves              |
| 19 giugno | Leogang      | Jared Graves       | Tomáš Slavík  | Michal Maroši | Jared Graves              |
| 1º agosto | Val di Sole  | Roger Rinderknecht | Tomáš Slavík  | Michal Prokop | Jared Graves              |
| 29 agosto | Windham      | Jared Graves       | Michal Prokop | Tomáš Slavík  | Jared Graves              |

Classifica generale
| Pos. | Corridore     | Punti |
| ---- | ------------- | ----- |
| 1    | Jared Graves  | 660   |
| 2    | Tomáš Slavík  | 475   |
| 3    | Joost Wichman | 385   |
| 4    | Michal Prokop | 333   |
| 5    | Michal Marosi | 223   |

### Donne
Risultati
| Data      | Luogo        | Vincitrice      | Seconda           | Terza             | Leader della Cl. mondiale |
| --------- | ------------ | --------------- | ----------------- | ----------------- | ------------------------- |
| 1º maggio | Houffalize   | Jana Horakova   | Anita Molcik      | Emmeline Ragot    | Jana Horakova             |
| 15 maggio | Maribor      | Fionn Griffiths | Sarsha Huntington | Anneke Beerten    | Jana Horakova             |
| 5 giugno  | Fort William | Jana Horakova   | Anita Molcik      | Romana Labounkova | Jana Horakova             |
| 19 giugno | Leogang      | Anneke Beerten  | Joanna Petterson  | Romana Labounkova | Jana Horakova             |
| 1º agosto | Val di Sole  | Anneke Beerten  | Anita Molcik      | Katy Curd         | Anneke Beerten            |
| 29 agosto | Windham      | Anita Molcik    | Caroline Buchanan | Jana Horakova     | Anita Molcik              |

Classifica generale
| Pos. | Corridore         | Punti |
| ---- | ----------------- | ----- |
| 1    | Anita Molcik      | 385   |
| 2    | Anneke Beerten    | 370   |
| 3    | Jana Horakova     | 270   |
| 4    | Fionn Griffiths   | 160   |
| 5    | Romana Labounkova | 150   |